# Tom Kristensen (pisarz duński)
Tom Kristensen (ur. 4 sierpnia 1893 w Londynie, zm. 2 czerwca 1974 w Thurø) – duński pisarz i poeta, czołowy przedstawiciel duńskiego ekspresjonizmu, według Witolda Nawrockiego najwybitniejszy pisarz duńskiej generacji wojennej, zwanej "straconym pokoleniem", formacji, która według Jacoba Paludana "przewróciła się już na starcie".

## Życiorys
Do najważniejszych osiągnięć Kristensena należała próba zdefiniowania zarówno postaw, jak i światopoglądu własnej grupy pokoleniowej, co do której uważał, że nie posiadała wyraźnej linii przewodniej, była skrajnie zindywidualizowana, samotna i przesiąknięta uczuciem zbędności. Nie mając, jak większość Europejczyków, doświadczeń wojennych nie potrafiła się zaangażować w żadną działalność polityczną, czy społeczną. Elementy tych rozważań i doświadczeń znaleźć można w pierwszych jego wierszach, które zostały wydane w tomach: Sny pirata (Fribytterdrømme, 1920), Złudzenia (Mirakler, 1922), Pawie pióra (Påfuglefjeren, 1922) oraz w debiutanckiej powieści Arabeski życia (Livets arabesk, 1921). W dziełach tych odczuwa przejściowy charakter sytuacji duchowej swych rówieśników, zastój i depresję prowokującą jednak do artystycznego buntu i rewolucyjnych działań literackich, którym przewodził, i które komentował. Jako poeta był piewcą niepokoju, a jako prozaik zaprzeczał możliwościom cywilizacyjnego postępu ludzkości. Budził taką postawą sprzeciw racjonalistów i optymistów, zwłaszcza związanych z twórczością Johannesa Jensena i Martina Andersena Nexø.
W drugiej połowie lat 20. XX wieku pozostawał w nurcie sceptycyzmu i zwątpienia, w jakim żyło kopenhaskie środowisko literackie, zadając sobie pytanie o własna tożsamość. Z tych przemyśleń wyrosła powieść Zniszczenie (Hærværk, 1930, pierwsze wydanie polskie w 1974), przyjęta przez duńską krytykę jako jedno z najwybitniejszych dzieł literackich w tym państwie w okresie międzywojennym. Witold Nawrocki twierdzi, że "powieść zawiera kliniczną analizę degrengolady moralnej warstwy mieszczańskiej". Główny bohater, Ole Jastrau, daremnie poszukuje wolności, stale popadając w zależność od wszystkiego i wszystkich, dążąc do utraty własnej osobowości i samozagłady. Przedstawiony jest jako zdrajca ideałów młodości popadający stopniowo w alkoholizm, którego kolejne fazy zostały przez autora plastycznie opisane. Alkohol okazuje się dla Jastraua szansą na wniknięcie w świat wolności, jednak kosztem uzależnienia od środka chemicznego. Zniszczenie jest istotnym dokumentem przeżyć oraz poszukiwań generacyjnych.
Pisał również eseje historycznoliterackie. Propagował w Danii twórczość Jamesa Joyce’a, Ernesta Hemingwaya i T.S. Eliota.

## Utwory
Najważniejsze utwory:
- Fribytterdrømme (Sny pirata), 1920, zbiór wierszy,
- Livets arabesk, (Arabeski życia), 1921, powieść,
- Mirakler (Złudzenia), 1922, zbiór wierszy,
- Påfuglefjeren, (Pawie pióra), 1922, zbiór wierszy,
- En anden, 1923, powieść,
- En kavaler i Spanien, 1926, powieść,
- Verdslige sange, 1927,
- Hærværk, (Zniszczenie), 1930, powieść,
- Vindrosen, 1934, zbiór nowel,
- Aabenhjertige Fortielser, 1966, pamiętnik.